# Élection présidentielle brésilienne de 1922
L'année 1922 voit Artur da Silva Bernades élu aux élections présidentielles. Mais la crise économique des années 1921-1922 l'oblige à opérer des coupes drastiques dans le budget de l'État. Ceci débouche sur un mécontentement de la population qui se soldera par une révolte à Sao Paulo en juillet 1924.